# 향비

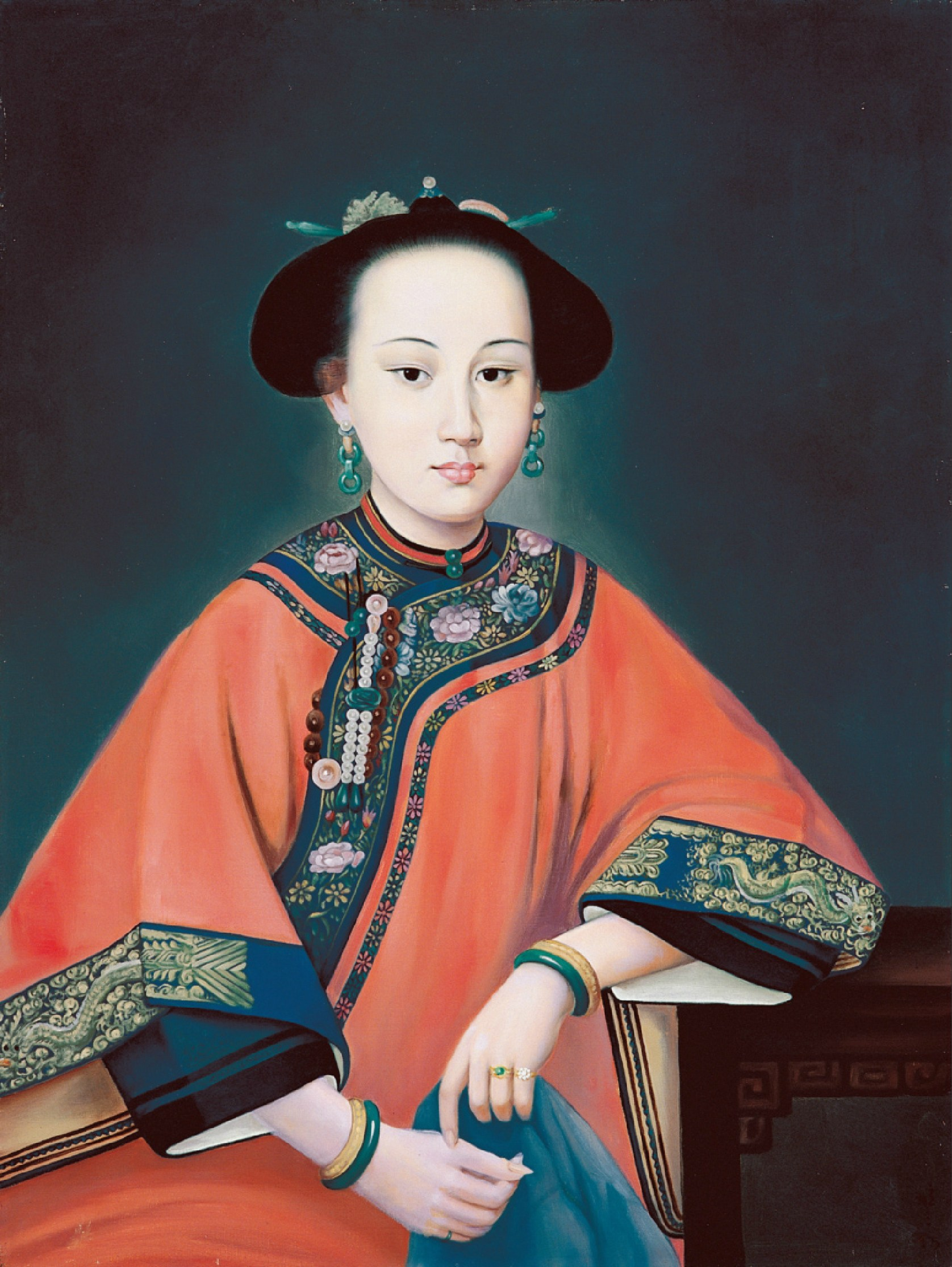

향비 또는 용비 화탁씨(容妃, 香妃,?~?)는 건륭제의 후궁이다.향비는 원래 위구르왕인 아리화탁왕의 둘째딸로 함향공주(含香公主)이다.1759년 청군이 위구르를 정복하여 청나라 영토가 되면서 베이징으로 압송되었다. 건륭제는 향비를 총애하여 온갖 정성을 쏟았지만, 강제로 향비를 범하려고 했다. 향비의 죽음에 건륭제는 매우 슬퍼했다.

## 가족 관계
- 아버지 : 아리화탁왕
- 남편 : 건륭제
- 여동생 : 함희공주(含嬉公主)
- 언니 : 함양공주(含樣公主)